# Медведев, Сергей Викторович
Сергей Викторович Медведев (27 апреля 1973) — советский и российский футболист, играл на позиции защитника.

## Биография
В 1979 году начал тренироваться в школе московского «Торпедо».
В 1992 году начал профессиональную карьеру в «Асмарале», выступая за его фарм-клуб «Пресня», через полгода перешёл в «Карелию». В 1993 году вернулся в «Асмарал». 13 марта 1993 года в выездном матче 3-го тура против сочинской «Жемчужины» дебютировал в высшей лиге, проведя полный матч. С 1993 по 1994 годы в основном играл за фарм-клубы: дубль «Асмарала» и «Асмарал» Кисловодск. В 1996 году вернулся в Кисловодск, клуб назывался к тому времени «Олимп». В 1997 году выступал за владивостокский «Луч», где и завершил карьеру в том же сезоне из-за травмы.

### Плен в Чечне
В сентябре 1998 года приехал на свадьбу к другу в Ингушетию. На восьмой день празднеств к Медведеву подлетели две машины и увезли в Чечню в плен. Пробыл в плену 335 дней и 30 августа 1999 года был освобождён благодаря своему другу и бывшему одноклубнику Сергею Гришину, который обратился к министру МВД Сергею Степашинину.